# 2000년 하계 올림픽 아르헨티나 선수단
2000년 하계 올림픽 아르헨티나 선수단은 오스트레일리아 시드니에서 개최된 2000년 하계 올림픽에 참가한 올림픽 아르헨티나 선수단이다.

## 수영
남자
| 선수 | 세부 종목 | 예선 | 예선 | 준결선 | 준결선 | 결선 | 결선      |
| 선수 | 세부 종목 | 기록 | 순위 | 기록   | 순위   | 기록 | 최종 순위 |

## 육상

### 남자
트랙 / 도로 경기
| 선수                | 세부 종목  | 1차 예선 | 1차 예선 | 2차 예선  | 2차 예선  | 준결선    | 준결선    | 결선      | 결선      |
| 선수                | 세부 종목  | 기록     | 순위     | 기록      | 순위      | 기록      | 순위      | 기록      | 최종 순위 |
| 가브리엘 시몬       | 100m       | 10.56    | 5        | 진출 실패 | 진출 실패 | 진출 실패 | 진출 실패 | 진출 실패 | 진출 실패 |
| 카를로스 가츠       | 200m       | 21.15    | 5        | 진출 실패 | 진출 실패 | 진출 실패 | 진출 실패 | 진출 실패 | 진출 실패 |
| 구스타보 아구이레   | 400m       | 47.03    | 5        | 진출 실패 | 진출 실패 | 진출 실패 | 진출 실패 | 진출 실패 | 진출 실패 |
| 마르셀로 푸글리에세 | 창던지기   | 56.30    | 19       | N/A       | N/A       | N/A       | N/A       | 진출 실패 | 진출 실패 |
| 후안 케라           | 해머던지기 | 72.86    | 15       | N/A       | N/A       | N/A       | N/A       | 진출 실패 | 진출 실패 |
| 오스카르 코르티네스 | 마라톤     | N/A      | N/A      | N/A       | N/A       | N/A       | N/A       | 2:25:01   | 58        |

### 여자
트랙 / 도로 경기
| 선수 | 세부 종목 | 1차 예선 | 1차 예선 | 2차 예선 | 2차 예선 | 준결선 | 준결선 | 결선 | 결선      |
| 선수 | 세부 종목 | 기록     | 순위     | 기록     | 순위     | 기록   | 순위   | 기록 | 최종 순위 |

필드 경기
| 선수 | 세부 종목 | 예선 | 예선 | 결선 | 결선      |
| 선수 | 세부 종목 | 기록 | 순위 | 기록 | 최종 순위 |

## 참고 자료
- (영어) “Argentina at the 2000 Sydney Summer Games”. SR/Olympic Sports. 2012년 3월 3일에 원본 문서에서 보존된 문서. 2011년 10월 8일에 확인함.
- Wallechinsky, David (2004). The Complete Book of the Summer Olympics (Athens 2004 Edition). Toronto, Canada. ISBN 1-894963-32-6.
- 국제 올림픽 위원회 (2001). The Results.
- 시드니 올림픽 조직위원회 (2001). Official Report of the XXVII Olympiad Volume 1: Preparing for the Games 보관됨 2011-05-14 - 웨이백 머신.
- 시드니 올림픽 조직위원회 (2001). Official Report of the XXVII Olympiad Volume 2: Celebrating the Games 보관됨 2011-05-14 - 웨이백 머신.
- 시드니 올림픽 조직위원회 (2001). The Results 보관됨 2011-05-14 - 웨이백 머신.